# 呂岑戰役 (1813年)
呂岑會戰是一場爆發於1813年5月2日的戰役，為第六次反法同盟之戰的第一戰，拿破崙在此役之前的俄法戰爭中大損，花費心思才重建了新的大軍，在此戰役中初試啼聲，獲得勝利，但由於騎兵的不足，反法同盟戰力依然存在。

## 會戰前的情勢
俄法戰爭過後，拿破崙的軍隊折損了大半，一時間俄羅斯與普魯士的軍隊反而取得了優勢，使得拿破崙不得不重新整頓軍隊再戰強敵。
經過三個月的努力與整頓，拿破崙終於造出一支初具規模的大軍。由於時間極為緊迫，這些士兵普遍未受到良好訓練，下級軍官也大都缺乏實戰經驗。這支部隊的整體戰力素質，已遠不如當年那支常勝之師，儘管他們的士氣依然很高。又因軍馬不足，導致騎兵嚴重缺乏，不論是數量上還是素質上都無法滿足實戰需求，這對刺探敵情來講，是個極為不利的因素。騎兵的不足，帶給拿破崙日後的作戰相當大的影響。
在訓練完成後，他率領部隊越過萊茵河，與欧仁親王指揮下剩餘的大軍團殘部會合，他將在新的反法同盟變強大前擊敗對手。4月中旬，這批部隊開始穿越圖林根森林，沿著1806年耶拿會戰中法國大軍團所經過的路線向東北前進，同時這隻軍隊還要經過昔日曾贏得輝煌勝利的舊戰場，但現在早已今非昔比。4月底，拿破崙將第四軍抽調兩個師，組建了第十二軍，由烏迪諾元帥指揮，除此之外，他還得到了兩個巴伐利亞師的支援。第四軍則補充了一個義大利師及一個符騰堡師。

## 聯軍與法軍的部署

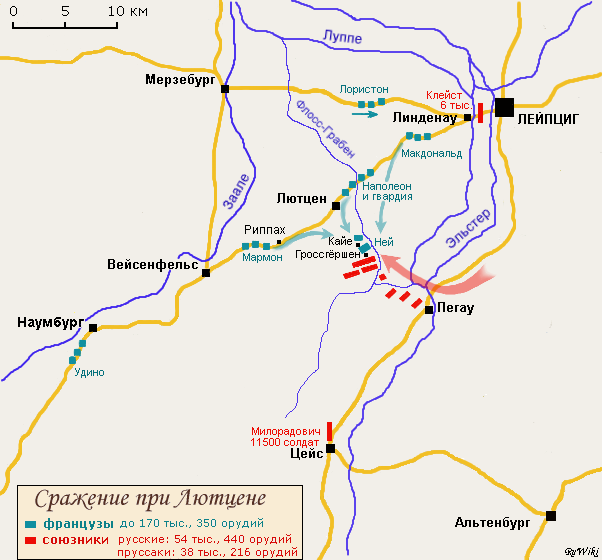
雙方的戰鬥部署及行進方向

由於缺乏騎兵，拿破崙無法確切掌控敵軍的兵力部署。反法聯軍的分布相當分散，俄軍及普軍遍布整個普魯士及薩克森。雖然抗法英雄庫圖佐夫不久前因戰功而被封為斯摩稜斯克親王，但卻因傷寒而於4月28日去世。已推進至德勒斯登的沙皇亞歷山大一世遂任命維特根斯坦為反法聯軍總司令。維特根斯坦將其軍團主力集中於萊比錫南方不遠處，他認為萊比錫城將是拿破崙的首要攻擊目標，想趁法軍渡過薩勒河後攻擊其右翼。他眼前可動用的軍隊有自己麾下的三萬五千名俄軍以及布呂歇爾指揮的三萬三千名普軍，而另有一部份在克萊斯特將軍的率領下防守萊比錫。
在數量上，拿破崙擁有多一倍的兵力優勢。拿破崙十分迫切地需要一次迅速又具決定性的勝利，除了讓這批年輕部隊獲得一次寶貴的實戰經驗以激勵其精神外，同時也是為了重振他百戰不殆的威望。

## 戰鬥

### 貝西埃爾之死
5月1日，法軍渡過薩勒河，分成三路縱隊繼續向東推進，內伊、貝西埃爾和馬爾蒙的軍團在右，麥克唐納、洛里斯頓兩軍在左，貝特朗和烏迪諾兩軍殿後。近衛騎兵渡河後不久即遭遇敵軍前哨，貝西埃爾在偵查時被俄軍流彈擊中。出師未捷身先死，這對拿破崙來講真是一個凶兆。

### 第一階段

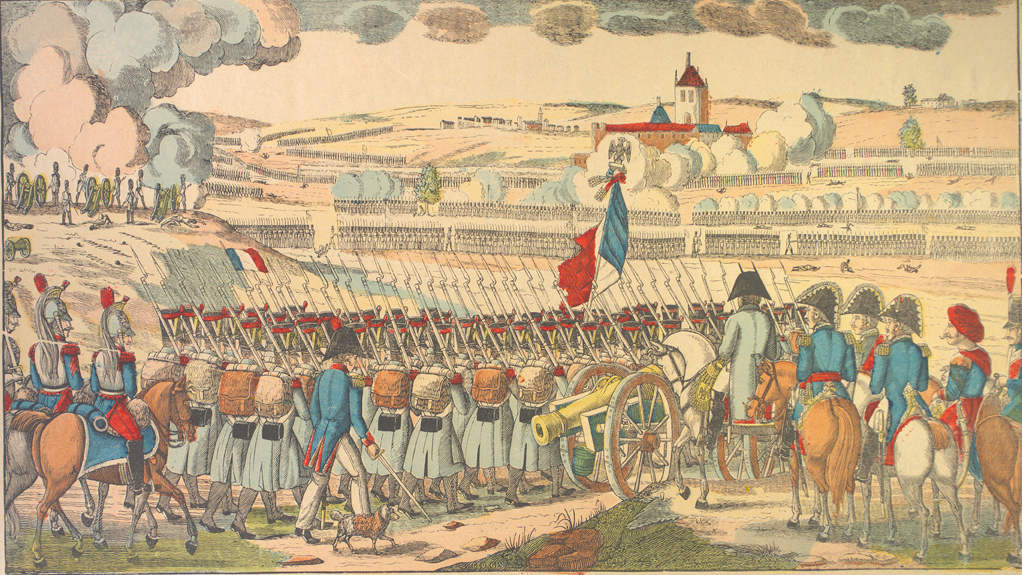
呂岑會戰，喬金繪製

當夜幕降臨時，拿破崙同內伊軍前衛抵達呂岑。內伊奉命守住呂岑，掩護左翼，立刻騎馬飛馳而來，親自指揮作戰。其他開往萊比錫的後續部隊也都陸續轉向呂岑，內伊的第三軍奉命不惜犧牲一切代價守住陣地，牽制敵人主力；隨後而來的馬爾蒙第六軍也奉命向內伊靠近，在內伊的右側投入戰鬥；在更南面的贝特朗第四軍受命攻擊敵軍的左翼；近衛軍也奉命向砲火聲最密集的地區推進。整個下午，戰鬥異常激烈，你進我退，殺得難解難分。內伊軍承受的壓力最大，因此傷亡慘重，漸漸呈現不支之勢。就在此時，拿破崙親臨前線督戰，大幅地激勵了官兵們的鬥志，他的出現對於其部下依然有種魔力般的效應。所到之處，「皇帝萬歲」的呼聲源源不絕，所有的傷員走過他們的皇帝面前，也都一律向他敬禮歡呼。

### 第二階段

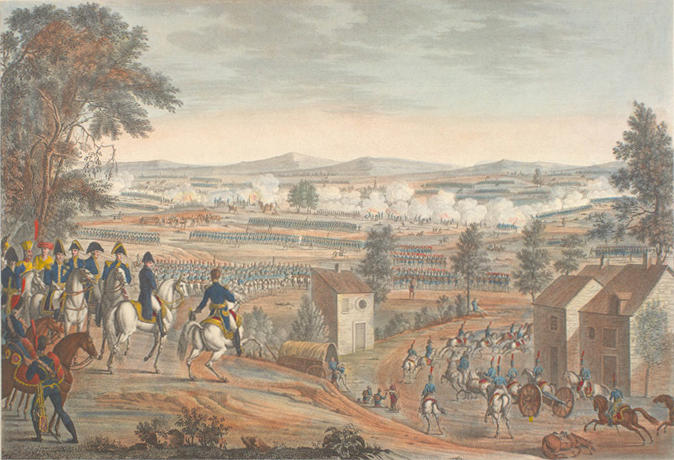
呂岑會戰，可切繪製

拿破崙命令德魯奧將大約100門大炮集中使用，重施華格姆戰役故伎，朝著聯軍中央陣地猛烈轟擊，拿破崙在下午6點左右集結帝国卫队，在莫蒂埃元帥的指揮下對盟軍進行反擊。法軍一口氣奪回了幾個村莊，但是聯軍的隊伍依舊巋然屹立，布呂歇爾的騎兵還有力地發起了幾次衝擊。等到了夜幕低垂時分，作戰雙方都已筋疲力竭，各自在陣地上暫且露宿歇息。雙方傷亡都很嚴重，拿破崙承認法軍方面連死帶傷達萬人之多，其中大部分屬於內伊軍，而反法聯軍損失也不少於此數目，且布呂歇爾的參謀長沙恩霍斯特將軍此役中脚部受伤，一个多月后在布拉格死于伤口感染。

## 結局
就在這個僵局之時，北面的洛里斯頓的第五軍已將克萊斯特逐出了萊比錫，害怕後路被斷的維特根斯泰因不得不把他那支受到重創的部隊向東撤往德勒斯登，聯軍撤退時秩序井然，攜帶著他們的傷兵，並由騎兵當掩護，法軍也無力追擊，因為他們的騎兵不是俄軍的對手。呂岑戰役遂以法軍小勝告終。
拿破崙在呂岑會戰中身先士卒，表現卓越。在戰鬥最激烈的時候，他親自指揮，表現了極大的勇氣。在他的部隊裡剛入伍的新兵和無經驗的軍官所占比例儘管如此之高，但仍能取得這樣的戰果，無疑應歸功於他充滿活力及傑出的領導。

## 拿破崙的嘉獎令
呂岑會戰的第二天，拿破崙用非比尋常的言詞向他的部下發布以下的嘉獎令:
|          | 將士們！ 對你們的表現我表示由衷的喜悅！你們沒有辜負我的期望！由於你們自覺服從命令，英勇作戰，完成了所賦予的一切作戰任務。在舉世聞名的五月二日，你們打垮了俄皇亞歷山大和普魯士國王指揮的俄普聯軍。你們給法國光榮的鷹旗增添了新的光彩。呂岑會戰將高踞於奧斯特里茨、耶拿、弗里德蘭和莫斯科諸戰役之列…… 我們要把那些韃靼人毫不留情地趕回他們也許永遠走不出來的嚴寒地帶。讓他們永遠待在他們堅冰覆蓋的不毛之地，過著奴隸般的、野蠻的、腐臭的生活，在那裡人類堪與野獸同伍。 |
| ——拿破崙 | |

拿破崙在遭受前所未有的慘敗後，又重新獲得勝利，其喜悅與欣慰之情溢於言表，同時也可感覺得到，他對曾令他一敗塗地的對手是多麼痛恨與憎惡。

## 注解
1. 1 2 3  Bodart 1908，第449頁.
2. 1 2 3  Pigeard 2004，第499-500頁.
3. ↑  Clark, Iron Kingdom: The Rise and Downfall of Prussia, p. 365.
4. ↑  Chandler 2009，第1120頁.
5. ↑  位於萊比錫西南12哩的小鎮，在三十年戰爭中，該地即為赫赫有名的古戰場，而瑞典國王古斯塔夫二世·阿道夫就是於1632年11月16日於此地戰死。

## 來源
- 拿破崙帝國，李宏圖、鄭春生等著，慧明文出版社，於2009年3月15日查閱。
- 作為軍事統帥的拿破崙 第十六章 覆亡的開端（1813）（一） （页面存档备份，存于），於2009年3月15日查閱。
- 中国拿破仑--拿破仑传（页面存档备份，存于），於2009年3月15日查閱。
- 拿破崙經典戰役 萊比錫戰役（七） 呂岑之戰（页面存档备份，存于），於2010年2月9日查閱。

## 外部連結
- napoleonguide.com網站中的呂岑小型會戰(英文)（页面存档备份，存于）
- 拿破崙戰爭中的俄羅斯軍隊(英文)